# 农业科学学报
《农业科学学报（英文版）》创刊于2002年，是中国大陆农业科技类月刊，编辑部位于北京市。此刊物由中国农业科学院主办。
《农业科学学报（英文版）》在2018年被中华人民共和国国家新闻出版广电总局新闻报刊司评为2017年全国“百强报刊”。